# L'atracament del segle
L'atracament del segle (títol original:  Le Dernier Tunnel ) és una pel·lícula quebequesa d'Érik Canuel (2004) inspirada en l'autobiografia de Marcel Talon. Ha estat doblada al català.

## Argument
Marcel Talon es veu assetjat per un passat que no aconsegueix superar i se sent culpable davant els ulls de la societat. Per venjar-se decideix robar els 200 milions de dòlars que es troben en la caixa de seguretat d'un banc de Mont-real. Amb l'ajuda d'un grup molt peculiar decideix excavar un túnel que arribi fins a aquesta caixa. Tanmateix, l'esquer del guany posa panxa enlaire els acords presos.

## Repartiment
- Michel Côté: Marcel Talon
- Jean Lapointe: Fred Giguère
- Christopher Heyerdahl: Smiley
- Nicolas Canuel: Vincent Savard
- Marie-France Marcotte: Magdeleine « Maggy » Fortin
- Sébastien Huberdeau: Régis Turcotte
- Céline Bonnier: Annie Beaudoin
- Anick Lemay: Isabelle Parenteau
- Jean-François Boudreau: Mathieu Arcand
- Jean-François Beaupré: Sergent Michel Létourneau

## Al voltant de la pel·lícula
Els guionistes s'han inspirat en l'autobiografia del criminal quebequès Marcel Talon per redactar el guió.